# Takahiro Kunimoto
Takahiro Kunimoto (jap. 邦本 宜裕, Kunimoto Takahiro; * 8. Oktober 1997 in Kitakyūshū, Präfektur Fukuoka) ist ein japanischer Fußballspieler.

## Karriere
Takahiro Kunimoto erlernte das Fußballspielen in den Jugendmannschaften vom FC NEO und den Urawa Red Diamonds. Seinen ersten Profivertrag unterschrieb er 2015 bei Avispa Fukuoka. Der Verein aus Fukuoka, der größten Stadt auf Kyūshū, der südlichsten der japanischen Hauptinseln, spielte in der zweithöchsten Liga des Landes, der J2 League. 2015 spielte er dreimal in der J.League U-22 Selection. Diese Mannschaft, die in der dritten Liga, der J3 League, spielte, setzte sich aus den besten Nachwuchsspielern der höherklassigen Vereine zusammen. Das Team wurde mit Blick auf die Olympischen Sommerspiele 2016 in Rio de Janeiro gegründet. Die Auswahl der Spieler erfolgte auf wöchentlicher Basis aus einem Pool, für den jeder Verein förderungswürdige Talente benennen konnte; die Zusammensetzung der Mannschaft variierte daher sehr stark von Spiel zu Spiel. Ende 2015 schaffte er mit dem Club als Tabellendritter der zweiten Liga den Aufstieg in die erste Liga. Nach nur einem Jahr musste er aber mit dem Club wieder den Weg in die Zweitklassigkeit antreten. Im Mai 2017 verließ er den Verein. Wo er von Mai 2017 bis Anfang Januar 2018 spielte, ist unbekannt. Im Januar 2018 nahm ihn der südkoreanische Club Gyeongnam FC unter Vertrag. Der Verein aus Changwon spielte in der ersten Liga, der K League 1. Ende 2019 stieg er mit Gyeongnam in die zweite Liga ab. Nach 61 Erstligaspielen verließ er den Club und schloss sich im Januar 2020 dem Erstligisten Jeonbuk Hyundai Motors aus Jeonju an, wo er am 8. Mai 2020 sein Debüt in der K League 1 gegen die Suwon Samsung Bluewings (1:0) gab. 2020 wurde er mit Jeonbuk südkoreanischer Meister. Den Korean FA Cup gewann er mit Jeonbuk im gleichen Jahr. Aus beiden Endspielen ging man als Sieger gegen Ulsan Hyundai hervor. Im Sommer 2022 verließ der Spieler den asiatischen Kontinent und wechselte nach Portugal zum Casa Pia AC. Hier stand er bis Juli 2023 unter Vertrag. Für den Verein aus der Hauptstadt Lissabon bestritt er 24 Erstligaspiele. Nach einer Saison kehrte er im August 2023 nach Asien zurück. Hier unterschrieb er in Malaysia einen Vertrag beim Erstligisten Johor Darul Ta’zim FC. Am Ende der Saison 2023 feierte er mit dem Verein die malaysische Meisterschaft. Nach vier Ligaspielen wechselte er im Februar 2024 zum chinesischen Zweitligisten Liaoning Tieren FC.

## Erfolge
Jeonbuk Hyundai Motors
- Südkoreanischer Meister:  2020
- Korean FA Cup: 2020

Johor Darul Ta’zim FC
- Malaysischer Meister: 2023